# Tvättlina i regnbågens färger

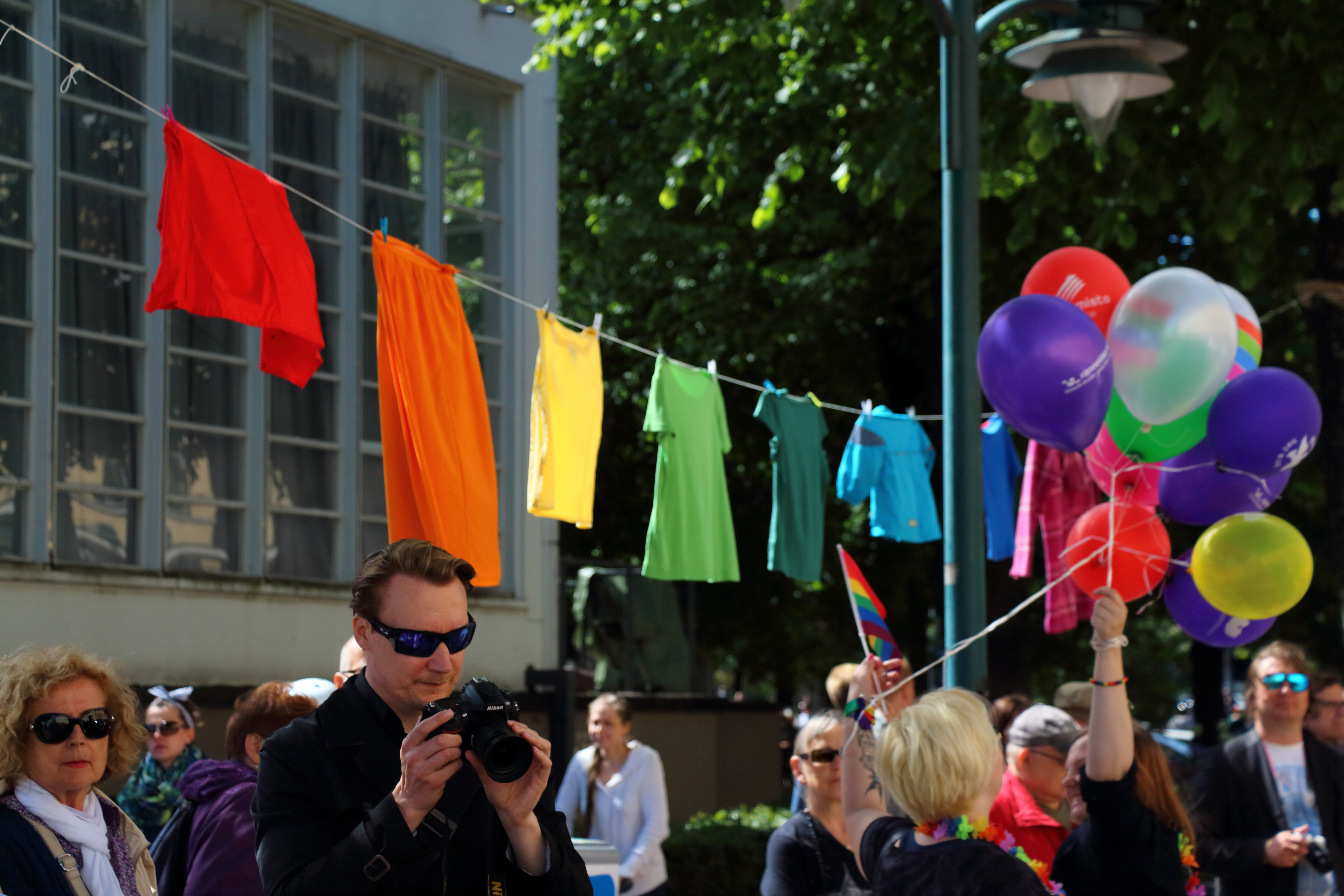
Tvättlina längs Norra Esplanaden i Helsingfors.

Tvättlina i regnbågens färger (finska: Pyykkinaru sateenkaaren väreissä) är ett normkritiskt community art-projekt skapat av konstnärerna Heidi Lunabba och Ilar Gunilla Persson 2014 i samband med Jeppis Pride. Syftet med konstprojektet är att visa stöd för sexuella minoriteter och könsminoriteter, genom hänga upp kläder i regnbågens färger, till exempel i sin egen trädgård, på allmän plats eller i ett skyltfönster.

## Bakgrund
2014 anordnades Finlands första svenskspråkiga pridefestival, Jeppis Pride. Arrangemanget väckte debatt och en del protesterade bland annat mot planerna på att flagga med regnbågsflaggor vid Jakobstads rådhus. Som en motreaktion mot protesterna skapade Heidi Lunabba och Ilar Gunilla Persson konstprojektet.

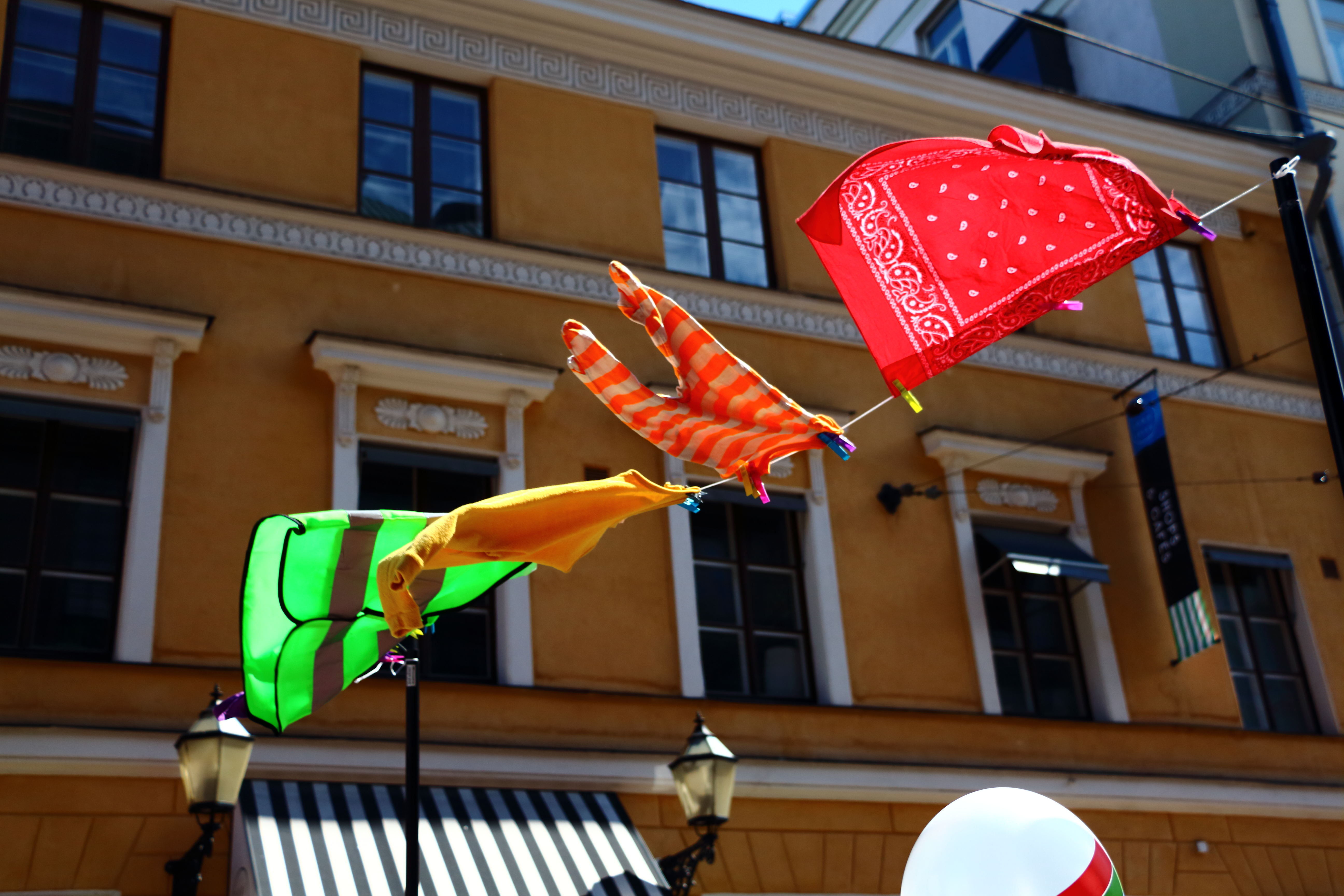
Tvättlina på Unionsgatan i Helsingfors.

## Spridning

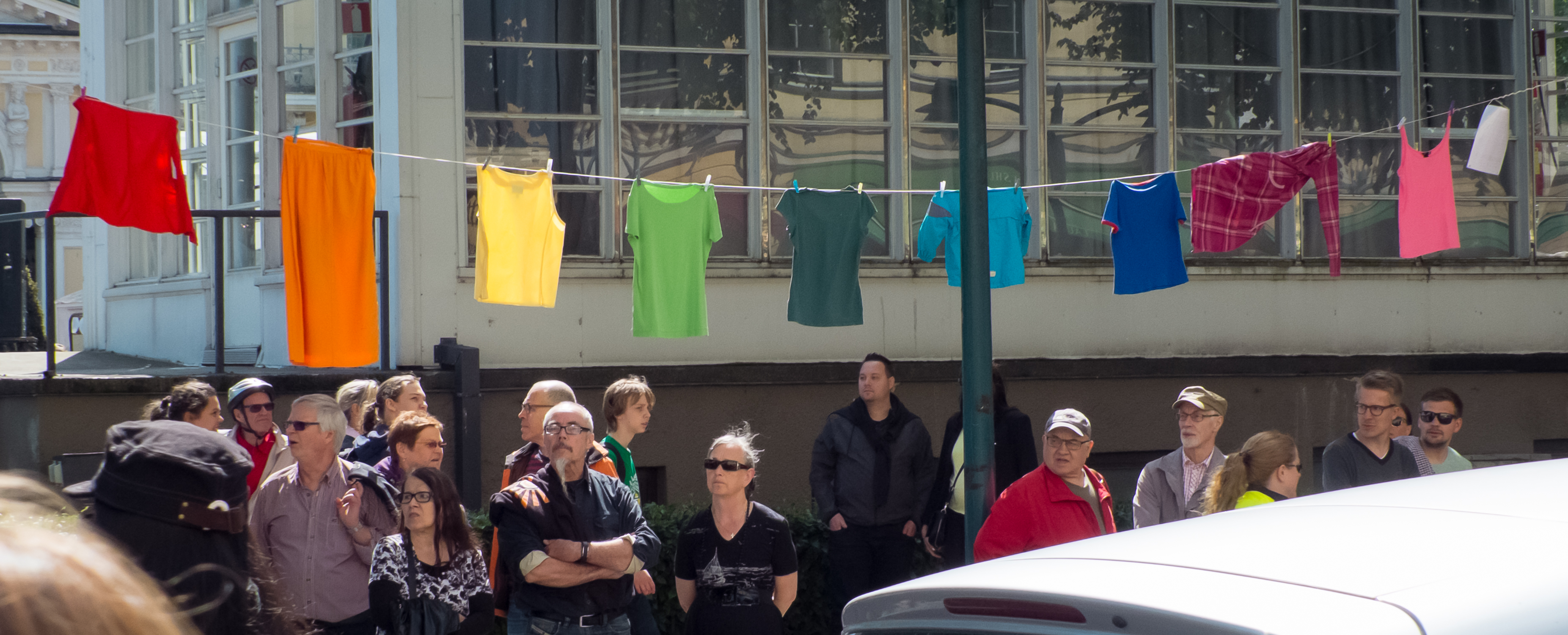
Tvättlina år 2015 under Helsingfors Pride.

Projektet Tvättlina har genom åren setts i samband med olika pride-evenemang i Norden, samt vid olika utställningar och evenemang. Den andra gången evenemanget ordnades var i Karasjok i maj 2015, då Sápmi Pride ordnades för andra gången.